# 北海道立旭川美術館
北海道立旭川美術館（ほっかいどうりつあさひかわびじゅつかん）は、北海道旭川市にある美術館である。設置者は北海道。建物は北海道を代表する建築家田上義也による設計。

## 概要
道北にゆかりのある作家の作品や、木材の町である旭川にちなみ、伝統木工芸や木の現代造形、木工クラフトなどが収集・展示されている。また、国内外の優れた作品を展示する特別展も行っている。

## 沿革
- 1982年（昭和57年） - 開館

## 主なコレクション
- 絵画 - 難波田龍起（旭川市出身）、佐藤進（士別市出身）、阿部貞夫
- 木彫 - 神山明、舟越桂、砂澤ビッキ
- クラフト・デザイン - 丹野則雄
- 木工芸 - 黒田辰秋（人間国宝）

## 所在地・開館時間等
- 所在地 北海道旭川市常磐公園内
- 開館時間 9:30 - 17:00
- 休館日 毎週月曜日（例外あり）、年末年始、展示替え期間等

## 館内概要
- 入口にインターホン有
- 入口に盲導鈴有
- 多目的トイレ有
- オストメイト対応トイレ有（パウチしびん洗浄水栓使用型）
- ユニバーサルシート有（オムツ交換台としても利用可能）

## アクセス
- バス：旭川電気軌道「4条4丁目」「8条西1丁目」停留所下車
- 自家用車：旭川駅より約10分
- 徒歩：旭川駅より約20分